# USS O'Brien (1940)
De USS O'Brien (DD-415) was een Amerikaanse torpedobootjager van de Sims-klasse, in de oorlog in de Grote Oceaan tijdens de Tweede Wereldoorlog. De torpedojager werd genoemd naar een 18e-eeuwse kapitein Jeremiah O'Brien, die samen met zijn vijf broers, waaronder Gideon O'Brien, een aanval op de Britten deed in de haven van Machias, Massachusetts (nu Maine).

Ze werd gebouwd op de Boston Navy Yard, tegelijk met de USS Walke (DD-416), USS Landsdale (DD-426) en USS Madison (DD-425) in hetzelfde droogdok. De USS O'Brien werd gebouwd vanaf 31 mei 1938, te water gelaten op 20 oktober 1939 en gedoopt door Miss Josephine O'Brien Campbell, een nazaat van Gideon O'Brien.

## Geschiedenis
De USS O'Brien werd in dienst gesteld op 2 maart 1940 en opereerde daarna bijna twee jaar lang in het Atlantische gebied. Ze stond onder bevel van commandant luitenant-ter-zee Carl F. Espe. In januari 1942, kort nadat de Verenigde Staten in de Tweede Wereldoorlog werd betrokken, werd de USS O'Brien ingedeeld in de vloot van de Grote Oceaan.
Nadat ze in het najaar van 1941 in het droogdok reparaties had ondergaan, vertrok ze van Norfolk op 15 januari 1942, samen met het slagschip USS Idaho (BB-42) en de torpedojager USS Mustin (DD-412), via het Panamakanaal op 20 januari naar San Francisco, waar het trio aankwam op 31 januari 1942.

### Tweede Wereldoorlog
De USS O'Brien vertrok op 4 februari als deel van een konvooi naar het westen van de Grote Oceaan. Na een aanvaring met de torpedojager USS Case (DD-370), waarbij ze schade opliep aan haar bakboordzijde, moet zij echter terugkeren naar San Francisco. Na haar reparaties op Mare Island voer het schip op 20 februari via San Diego naar Pearl Harbor. De Commander Destroyer Division 4 bracht zijn divisievlag over naar de USS O'Brien op 5 maart.
Na een periode van operaties vanuit Pearl Harbor en patrouilles rond de French Frigate Shoals, vertrok het schip eind maart naar Midway voor een klus. Zij escorteerde daarbij de USS Curtiss (AV-4), die daar naartoe gezonden was om civiel personeel te evacueren. Beide schepen keerden op 3 april veilig terug in Pearl Harbor. Na werkzaamheden ter verbetering en uitbreiding van haar luchtdoelbewapening nam zij passagiers op voor de Marine luchtbasis op het atol Palmyra. Zij vertrok op 18 april samen met de USS Flusser (DD-368) en de USS Mugford (DD-389). Hierna sloot zij zich aan bij konvooien uit San Diego en San Franscisco op weg naar Samoa. Zij arriveerde bij Pago Pago op 28 april.
De USS O'Brien bleef in Pago Pago voor escortewerk in de omgeving. Op 26 mei ondersteunde zij de bezetting van het eiland Wallis dat kort daarvoor overgenomen was door de Vrije Fransen. Zij keerde daarna samen met de USS Procyon (AKA-2) terug naar Pearl Harbor. Van daar uit ondernam zij patrouille- en escortetaken. USS O'Brien vertrok op 17 augustus samen met Task Force 17 (TF 17) naar het zuiden om de "South Pacific Force" te versterken. Tijdens de reis was haar taak het oliebevoorradingsschip USS Guadalupe (AO-32) te escorteren.

## Ondergang

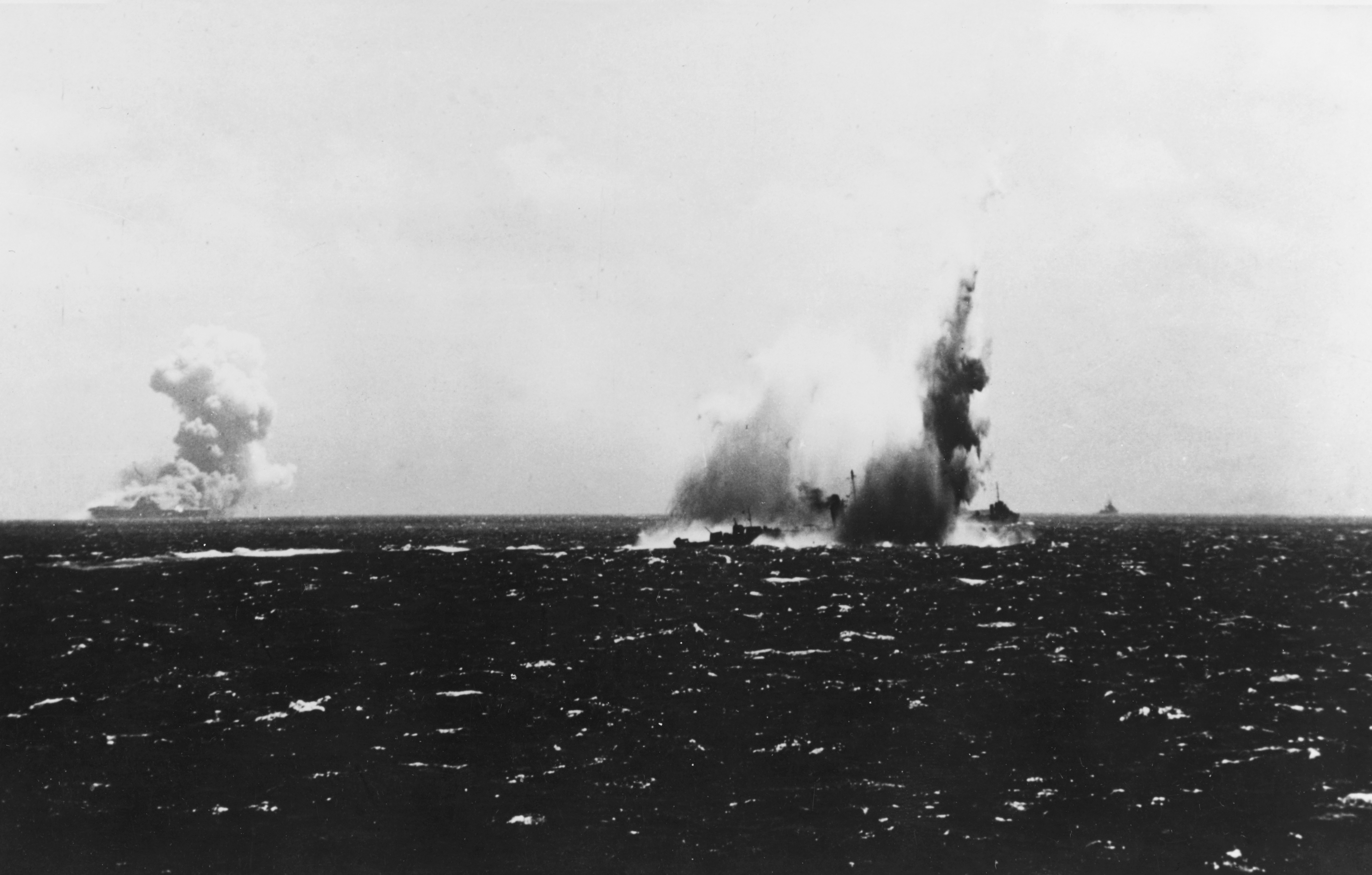
USS O'Brien wordt geraakt door torpedo

Tijdens het escorteren van een konvooi transportschepen op weg naar Guadalcanal werd dit op 15 september 1942 aangevallen door de Japanse onderzeeboot I-19. De gecombineerde taskforces TF 17 en TF 18 beschermden het konvooi maar leden wel zelf verliezen. Het vliegdekschip USS Wasp (CV-7) werd tot zinken gebracht terwijl het slagschip USS North Carolina (BB-55) en de USS O'Brien beschadigd werden door een salvo van zes torpedo's van de I-19.
Om 14:52 werd rook waargenomen vanaf de Wasp. Als deel van het ant-onderzeeboot scherm van de USS Hornet (CV-8) maakt zij een nooddraai naar rechts. Om ongeveer 14:54 zag de uitkijk een torpedo aankomen iets voorwaarts van mischeeps. Deze torpedo passeerde veilig achterlangs. terwijl de aandacht nog uitging naar deze torpedo werd zij in de boeg getroffen door een andere.
De explosie veroorzaakte weinig schade aan het schip maar veroorzaakte wel spanningen in het frame van het schip. Op eigen kracht wist de USS O'Brien Espiritu Santo te bereiken waar vakmensen van de Curtiss tijdelijke reparaties verrichten. Daarna trok zij op 21 september verder naar Noumea in Nieuw-Caledonië voor verdere reparaties door de werkploegen van de USS Argonne (AS-10). Op 10 oktober vertrok zij naar San Francisco.
Op 13 oktober bereikte de USS O'Brien Suva en vertrok daar weer op de zestiende. De lekkages aan boord bleven toenemen en op 18 oktober bleek het noodzakelijk naar de dichtstbijzijnde ankerplaats te gaan. Zware zaken werden overboord gezet en voorbereidingen werd getroffen om het schip te verlaten. Men meende echter nog wel Pago Pago te kunnen halen. Echter, op 19 oktober om 6:00 scheurde de bodem ineens open. Het voorste en achterste deel van het schip begonnen daarop onafhankelijk van elkaar te bewegen. Om 6:30 gingen alle manschappen, met uitzondering van een reddingsploeg, van boord. Een half uur later ging ook deze ploeg van boord. Even voor 8:00 ging de USS O'Brien onder. De gehele bemanning was in veiligheid.

## Eerbewijzen en toekenningen
- American Defense Service Medal ("Fleet" clasp.)
- Asiatic-Pacific Campaign Medal